# Carmen Domínguez
Maria del Carmen Domínguez Álvarez, également connue sous le nom de Karmenka, (née en 1969), est une glaciologue, exploratrice polaire et mathématicienne espagnole. Elle est cofondatrice du projet Glackma qui, depuis 2001, a mis en réseau la mesure du débit d'écoulement des glaciers dans les régions polaires. Elle a entrepris plus de 60 expéditions polaires en Antarctique, en Patagonie, en Islande, au Svalbard et en Sibérie. Son travail est considéré comme ayant contribué de manière significative à la compréhension du réchauffement climatique,,.

## Biographie
Née à Oviedo, Domínguez a étudié les mathématiques à l'Université de Groningen et à l'Université de Salamanque où elle enseigne maintenant. Désireuse d'utiliser les mathématiques pour des applications pratiques, elle s'est intéressée aux glaciers en 1997 après avoir entendu le discours du géologue Adolfo Eraso sur le glacier argentin Perito Moreno. Elle l'a rejoint pour enquêter sur les glaciers dans les régions polaires en 1997.
En 2001, avec Eraso, elle a fondé le projet Glackma qui a pour objectif d'étudier le débit d'écoulement des glaciers en tant que composante du réchauffement climatique. Pendant près de deux décennies, le débit d'écoulement horaire des glaciers (c'est-à-dire la quantité de glace qui a fondu par heure) a été mesuré dans sept régions polaires différentes de l'Arctique et de l'Antarctique. Domínguez a révélé qu'au cours des treize premières années, la quantité d'eau rejetée a doublé et au cours des quatre années suivantes, elle a de nouveau doublé.